# Mark Galvin

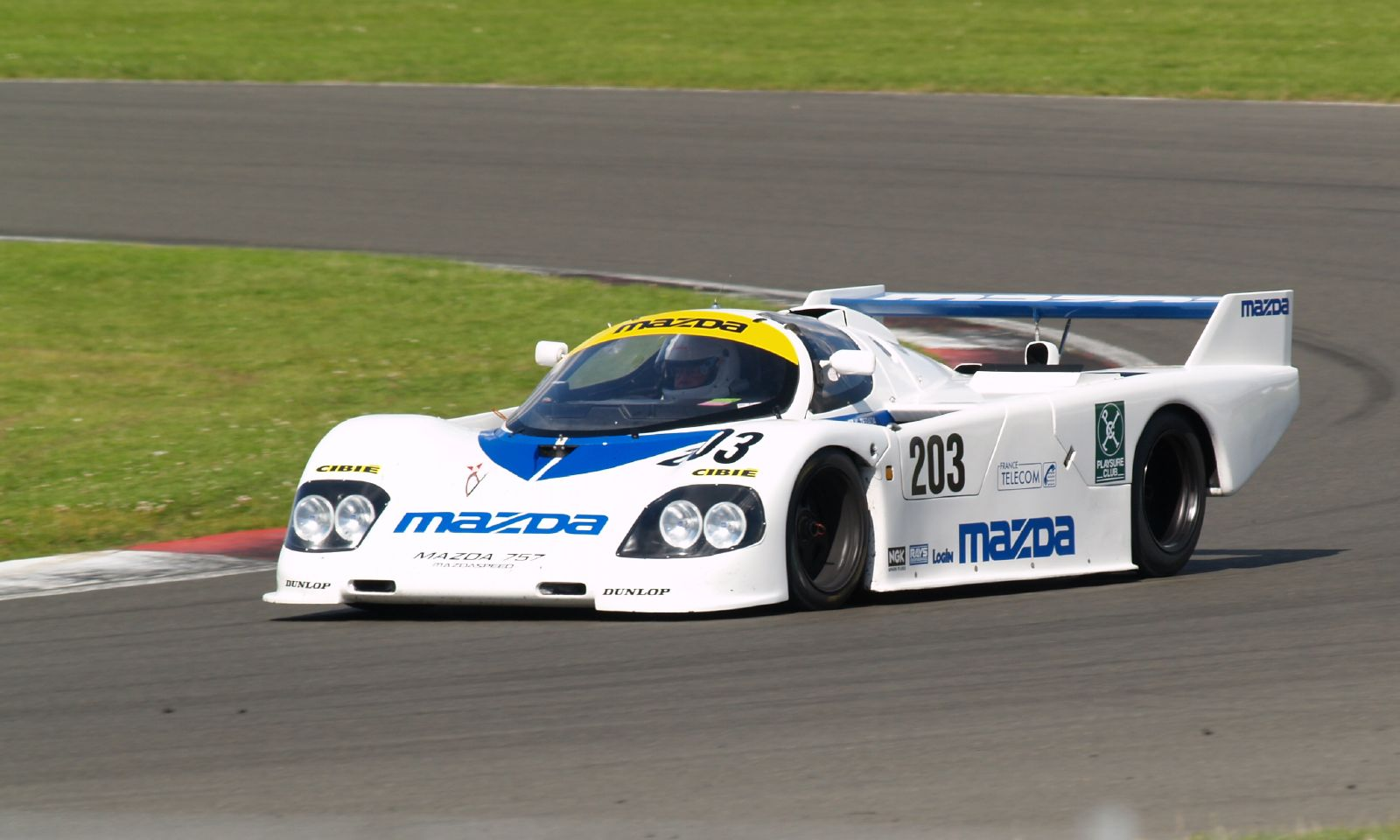
Mazda 757; mit einem baugleichen Wagen fuhren Dave Kennedy, Pierre Dieudonné und Mark Galvin an die siebte Stelle der Gesamtwertung beim 24-Stunden-Rennen von Le Mans 1987

Mark Galvin (* 22. Juni 1955 in San Francisco) ist ein ehemaliger irischer Autorennfahrer.

## Karriere als Rennfahrer
Mark Galvin kam in Kalifornien zur Welt, zog mit seinen Eltern jedoch schon im Kleinkindalter nach Irland und wuchs in der Nähe von Dublin auf. Während seiner Karriere fuhr Galvin parallel Formel-3- und Sportwagenrennen. Er ging in der Britischen Formel-3-Meisterschaft ebenso an den Start, wie im französischen wie italienischen Championat. Auch in der Euroserie war er bei einigen Rennen gemeldet. Die beste Platzierung im Endklassement einer Meisterschaft dieser Rennformel war der 12. in der britischen 1986 (Meister Andy Wallace).
Galvin fuhr Sportwagenrennen unter anderen für Spice Engineering, EMKA Racing von Steve O’Rourke und Mazdaspeed. Für Mazdaspeed feiert er seinen größten Erfolg im internationalen Motorsport. Beim 24-Stunden-Rennen von Le Mans 1987 war er Partner von Dave Kennedy und Pierre Dieudonné im Mazda 757. Das Trio steuerte der Wankelmotor-Rennwagen an die siebte Stelle der Gesamtwertung und gewann die Klasse der IMSA-GTP-Fahrzeuge. Im Ziel hatte das Team 36 Runden Rückstand auf die Sieger Hans-Joachim Stuck/Derek Bell/Al Holbert im Werks-Porsche 962C.

## Statistik

### Le-Mans-Ergebnisse
| Jahr | Team                     | Fahrzeug        | Teamkollege   | Teamkollege      | Platzierung            | Ausfallgrund    |
| ---- | ------------------------ | --------------- | ------------- | ---------------- | ---------------------- | --------------- |
| 1984 | Dorset Racing Associates | Dome RC82       | Richard Jones | Nick Faure       | Ausfall                | kein Öldruck    |
| 1985 | Spice Engineering        | Spice-Tiga GC85 | Ray Bellm     | Gordon Spice     | Rang 14                |                 |
| 1986 | Mazdaspeed Co. Ltd.      | Mazda 757       | Dave Kennedy  | Pierre Dieudonné | Ausfall                | Getriebeschaden |
| 1987 | Mazdaspeed Co. Ltd.      | Mazda 757       | Dave Kennedy  | Pierre Dieudonné | Rang 7 und Klassensieg |                 |